# Goran Vladisavljević
Goran Vladisavljević je rođen 1963. godine u Zadru. Osnovnu školu je završio u Beogradu 1977. godine, a gimnaziju (X Beogradsku) 1981. godine. Diplomirao je na Odseku za prehrambenu tehnologiju i biohemiju Poljoprivrednog fakulteta u Beogradu 1987. godine. U toku studija je bio stipendista Srpske akademije nauka i umetnosti, Univerziteta u Beogradu i Republičke fondacije za razvoj naučnog i umetničkog podmlatka. Za diplomski rad je nagrađen Oktobarskom nagradom Beograda 1987. godine. Magistrirao je i doktorirao na Katedri za hemijsko inženjerstvo Tehnološko-Metalurškog fakulteta u Beogradu 1992. i 1997. godine.
Od 1987. do 2006. radio je na Odseku za prehrambenu tehnologiju i biohemiju Poljoprivrednog fakulteta u Beogradu gde je biran u sva zvanja od asistenta-pripravnika do vanrednog profesora. Od 2006. godine radi kao predavač u Engleskoj na Univerzitetu Loughborough.
2000. je dobio Humboltovu stipendiju, 2002. godine stipendiju Japan Society for the Promotion of Science, 2004. godine stipendiju Britanske akademije nauka - Royal Society, 2005. godine Fulbrajtovu stipendiju, a 2006. godine pozivnu stipendiju Japan Society for the Promotion of Science.
Osnovne oblasti njegovog naučnog rada su membranski procesi i emulzije. Objavio je 22 članka u vodećim međunarodnim naučnim časopisima, koji su citirani do sada preko 100 puta (bez autocita) u međunarodnim časopisima.